# أرضي (فلم وثائقي)
أرضي هو فيلم وثائقي مغربي فرنسي صدر عام 2012 للمخرج المغربي نبيل عيوش في أولى أفلامه الوثائقية.

## القصة
صور الفيلم في عام 2010، بين مخيمات اللاجئين الفلسطينيين في لبنان وإسرائيل، حيث يعطي المخرج الكلمة من ناحية للمنفيين الفلسطينيين الذين أجبروا على التهجير من أراضيهم في عام 1948 منذ 60 عامًا، ومن ناحية أخرى للإسرائيليين، ومعظمهم من الشباب الذين ولدوا على هذه الأراضي. حيث يبدأ المخرج بسؤالهم في البداية بالعلاقة التي تربطهم بهذا المكان نفسه. ثم يعرض بعد ذلك على الإسرائيليين مشاهدة المقابلات التي أجراها مع الفلسطينيين على الكمبيوتر.

## جوائز وترشيحات
- 2013 : جائزة أفضل فيلم وثائفي في مهرجان رمضام.[4]